# Sompunt

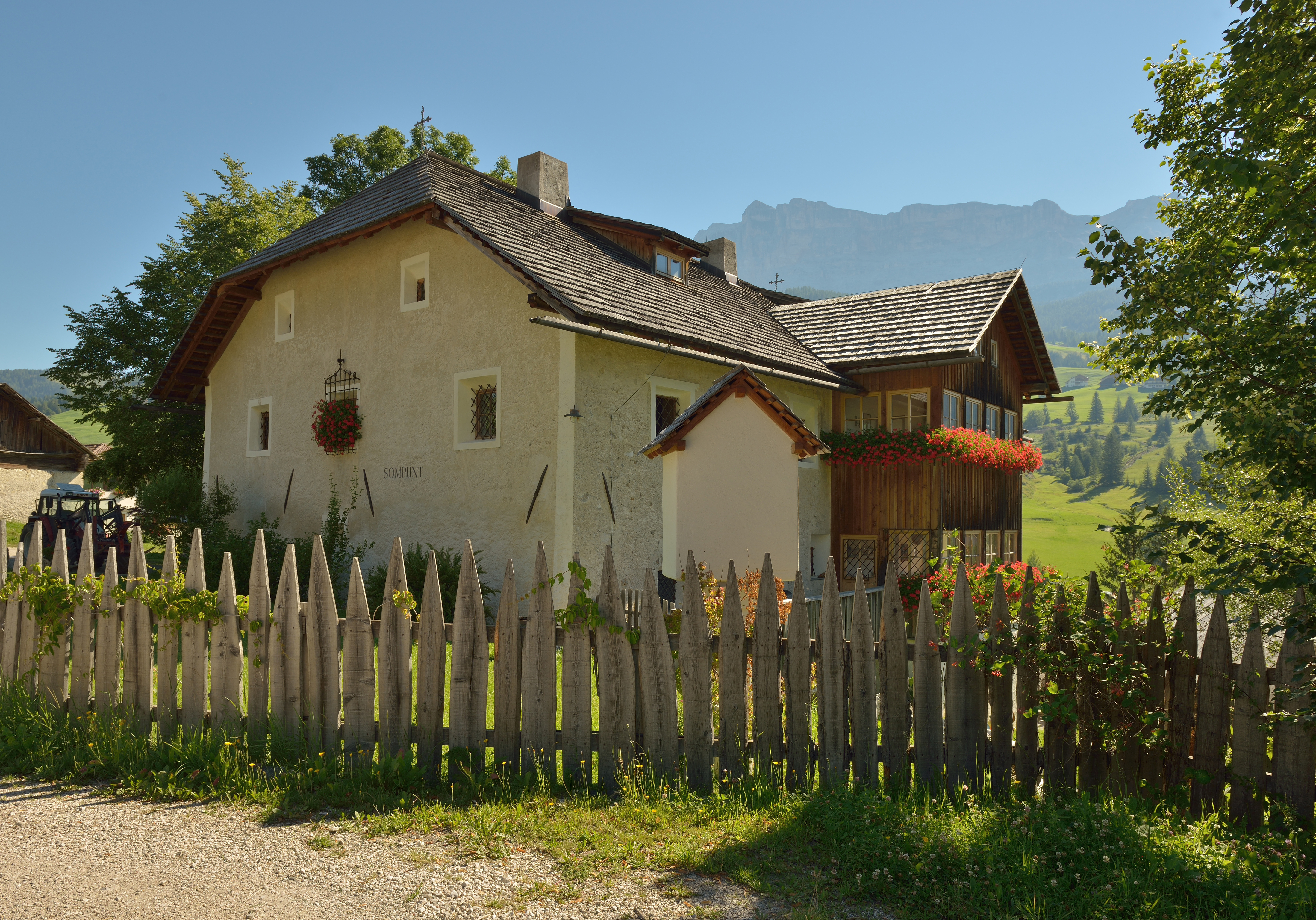
Sompunt

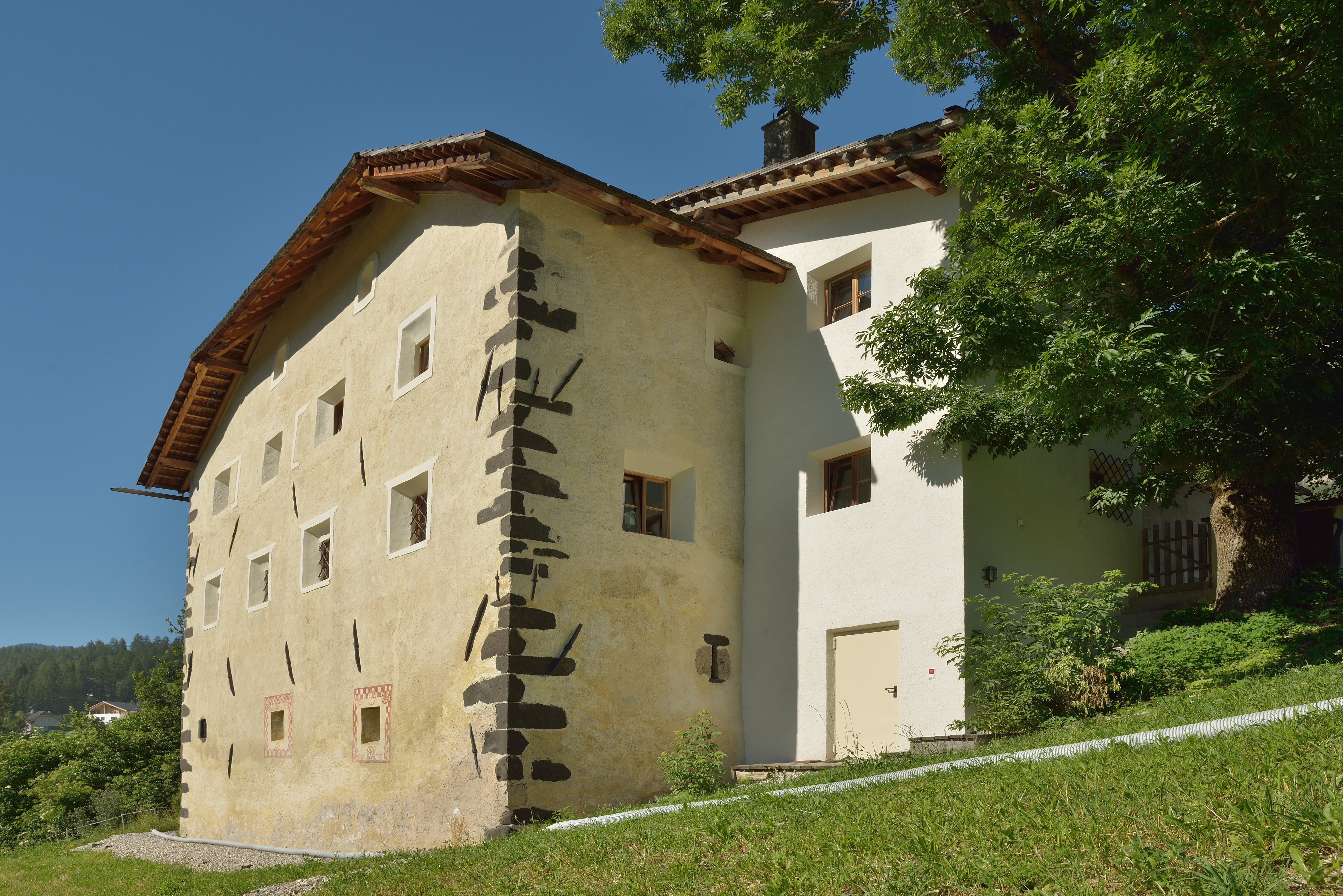
Ansicht von unten

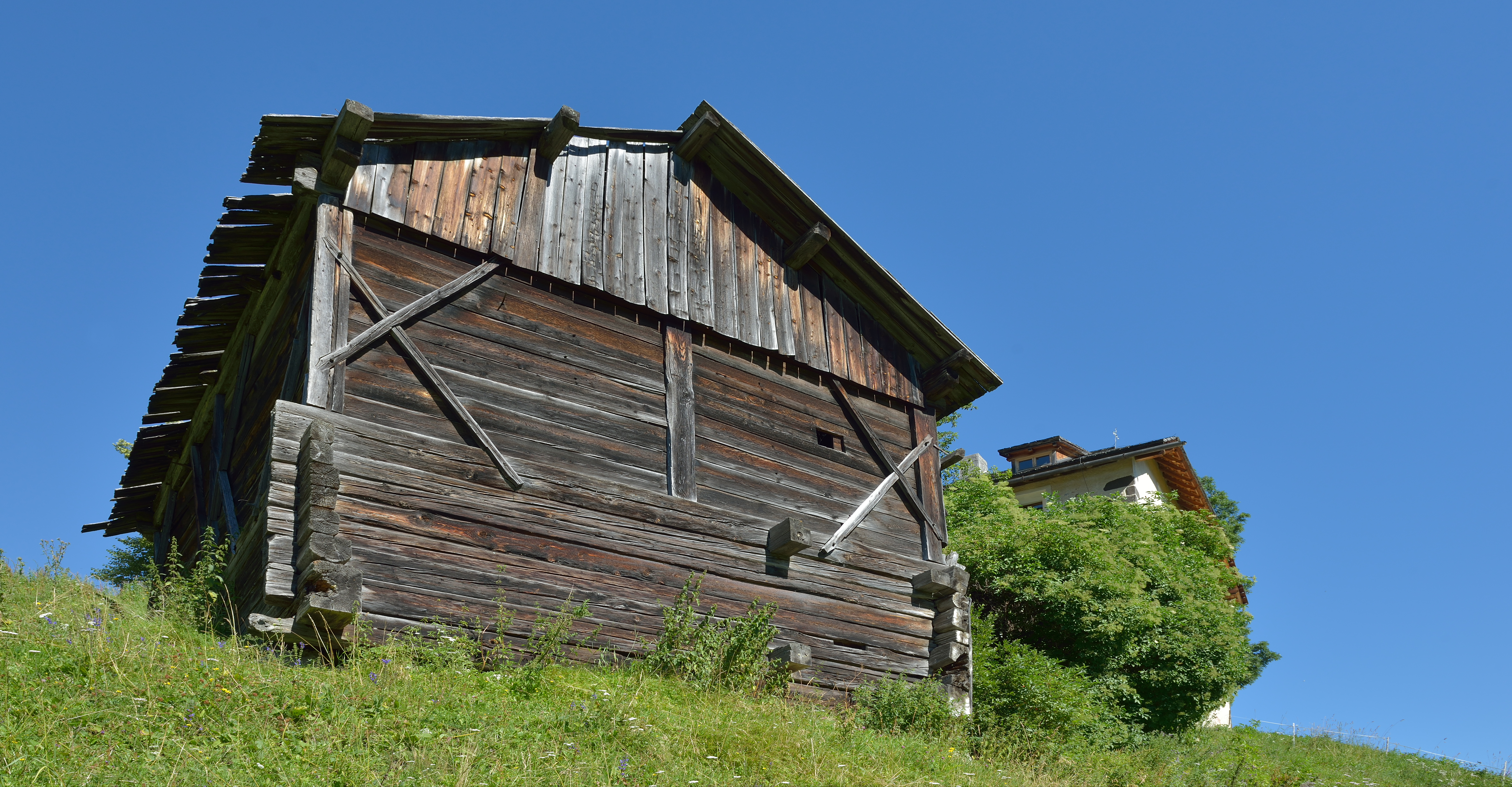
Mühle

Sompunt ist ein alter Ansitz in Abtei in Südtirol. Seit 1988 ist es ein geschütztes Baudenkmal.

## Geschichte
Sompunt, was auf Deutsch so viel wie „über/oberhalb der Brücke“ bedeutet, erscheint 1334 erstmals urkundlich. Unterhalb des Weilers liegt der Sompunt See. 1501 ist ein Jakob von Sompunt beurkundet. Wie aus der Jahreszahl am Rundbogentor ersichtlich, wurde der alte Weiler 1598 in einen herrschaftlichen Ansitz umgebaut und erweitert. Hans Sompundt aus Abtei, Gerichtsanwalt von Enneberg erhielt am 29. Oktober 1614 ein Wappen. Seit 1700 war es im Eigentum der Herren von Mayrhofen zu Coburg und Anger, denen am 14. Oktober 1560 von Kaiser Ferdinand I. das Adelsdiplom verliehen wurde. 1859 fiel der Edelsitz an einen Bauern. Seit 1913 gehört der Hof der Familie Castlunger. Im Ersten Weltkrieg diente das Anwesen als Militärhospital. In dem Haupthaus ist eine Hauskapelle untergebracht. Daneben steht eine funktionsfähige, ebenfalls denkmalgeschützte Mühle.